# تيم مارتن (رجل أعمال)
تيم مارتن (بالإنجليزية: Tim Martin)‏ هو شخصية أعمال بريطاني، ولد في 28 أبريل 1955 في نورتش في المملكة المتحدة.